# Рио-Бермехо

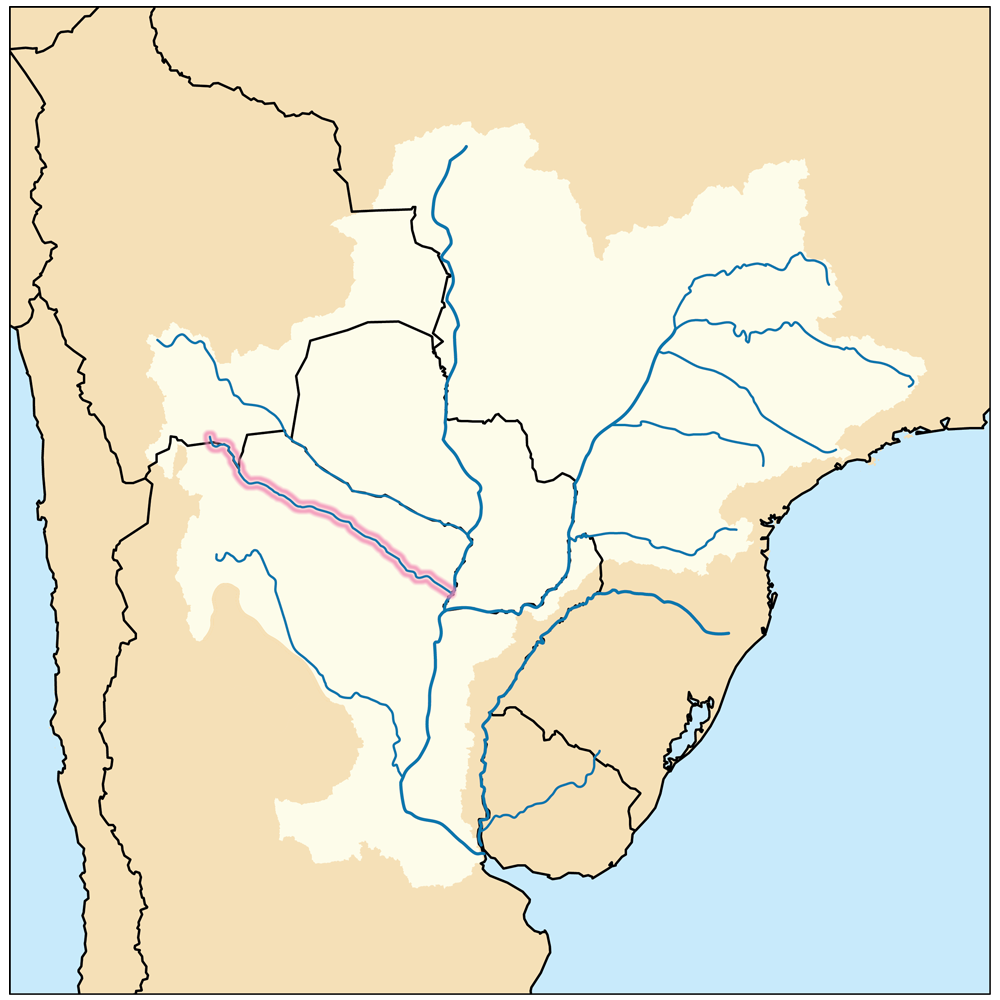

Рио-Берме́хо (исп. Río Bermejo) — река в Боливии и Аргентине.
Одна из больших рек центральной части южноамериканского континента, правый приток Парагвая. Длина — около 1600 км, площадь водосборного бассейна — около 133 000 км². Средний расход воды 340 м³/сек.
Истоки реки расположены в Боливии, на восточных склонах Центральных Анд.